# Barano d'Ischia
Barano d'Ischia és un comune (municipi) de la ciutat metropolitana de Nàpols, a la regió italiana de Campània, situat a la zona sud-oest de l'illa d'Ischia, a uns 30 km al sud-oest de Nàpols.
Segons cens de 2021 te una població de 10.015 habitants en una superfície de 10.96 km².
És després de Forio el municipi més gran de l'illa, encara que no és un dels més poblats. El seu territori està format per diversos pobles petits: Buonopane, Piedimonte, Fiaiano i Testaccio, que antigament era un municipi independent.
Barano d'Ischia limita amb els següents municipis: Casamicciola Terme, Ischia i Serrara Fontana.

## Història i principals llocs d'interès
La zona va ser poblada per primera vegada pels grecs, que hi tenien un nimfeu.
Les principals atraccions inclouen:
- L'aqüeducte de Pilastri (1470)
- Església de Sant Joan Baptista (segle XV), una de les més antigues de l'illa
- Torre sarraïna, al poble de Testaccio
- Molins de vent a Montemarano